# Manuel Maria Coelho
Manuel Maria Coelho (1857 - 1943) est un officier de l'Armée portugaise et homme d'État portugais au cours de la Première République portugaise. 

## Biographie
En janvier 1891, il est l'un des chefs révolutionnaires lors de la révolte républicaine à Porto. Parmi les autres postes, il est gouverneur de l'Angola. Il est Premier ministre après la Noite Sangrenta (Nuit sanglante) du 19 octobre 1921. 
Militant républicain actif et membre de la franc-maçonnerie, il développe une intense activité dans la presse, ayant été directeur, fondateur et collaborateur de plusieurs journaux et publications. Il est franc-maçon (comme beaucoup de ses collègues). Il est coauteur, avec João Chagas, de l'ouvrage História da Revolta do Porto (histoire de la révolte de Porto).